# Bộ đôi báo thủ
Bộ đôi báo thủ (tiếng Hàn: 비공식작전; Hanja: 非公式作戰; Romaja: Bigongsigjagjeon; tiếng Anh: Ransomed) là một bộ phim chính kịch hành động Hàn Quốc năm 2023 do Kim Seong-hoon đạo diễn, với sự tham gia của Ha Jung-woo và Ju Ji-hoon. Phim được ra rạp vào ngày 2 tháng 8 năm 2023. Phim cũng tham dự Liên hoan phim quốc tế Busan lần thứ 28 và được chiếu vào ngày 5 tháng 10 năm 2023.

## Nội dung
Năm 1986, nhà ngoại giao Hàn Quốc Oh Jae-seok đã bị lực lượng phiến quân bắt cóc ở Liban. Chính phủ Hàn Quốc đàm phán nhiều lần không thành và vụ việc dần chìm vào quên lãng. Gần hai năm sau, nhà ngoại giao Lee Min-jun bỗng nhận được cuộc gọi từ ông Oh, người sử dụng mã Morse để cầu cứu. Ông Oh được xác minh là vẫn còn sống thật sự. Một nhóm lính đánh thuê đã cứu được ông Oh và họ yêu cầu chính phủ Hàn Quốc trả tiền để trao đổi. Min-jun tình nguyện sang Liban thực hiện cuộc giao dịch trên, anh xin cấp trên cho mình sang Mỹ làm đại sứ sau chuyến đi này.
Ở Liban, Min-jun sử dụng một bức tranh đổi lấy 2,5 triệu USD tiền mặt từ một người lính ở đây. Một đội binh lính đuổi theo Min-jun khiến anh vội vã lên chiếc taxi của anh tài xế người Hàn Kim Pan-su. Min-jun đề nghị Pan-su đưa mình đến chỗ nhóm lính đánh thuê với lời hứa trả tiền cho anh ta. Lúc này, một nhóm phiến quân biết tin một người Hàn Quốc - chính là Min-jun - giữ một số tiền lớn đang ở Liban, chúng liền truy tìm anh hòng cướp số tiền.
Min-jun và Pan-su đến chỗ nhóm lính đánh thuê, họ đưa cả hai đến chỗ ông Oh, nhưng ông ta lại bị phiến quân bắt đi lần nữa. Karim - người đứng đầu nhóm lính đánh thuê - bảo cả hai về nhà an toàn ẩn náu chờ họ đi giải cứu ông Oh. Đêm đó Pan-su ăn cắp số tiền và bỏ trốn, Min-jun đuổi theo không thành mà còn suýt bỏ mạng khi bị đội binh lính ở sân bay ập đến truy đuổi.
Pan-su bị bạn gái la mắng vì hành vi trộm cắp của mình, đành phải đi tìm Min-jun trả lại số tiền. Pan-su tâm sự rằng anh ta mong muốn một ngày nào đó sẽ được trở về Hàn Quốc. Min-jun và Pan-su đi gặp nhóm lính đánh thuê và đón ông Oh. Ở Hàn Quốc, Bộ Nội vụ từ chối chi trả nửa số tiền còn lại cho nhóm lính đánh thuê vì sợ tiền mất mà người không trở về an toàn. Không được trả tiền, nhóm lính đánh thuê từ chối tiếp tục bảo vệ ba người Hàn Quốc. Karim tặng Min-jun vài khẩu súng lục để anh phòng thân.
Min-jun, Pan-su và ông Oh lên kế hoạch vượt biên đến Jordan. Đám phiến quân tấn công vào tòa nhà ba người đang ẩn náu. Sau đó một cuộc rượt đuổi bằng xe ôtô diễn ra. Nhóm lính đánh thuê đã đến cứu ba người kịp thời, Karim tiết lộ rằng phía Hàn Quốc đã trả nửa số tiền còn lại cho họ. Ba người được hộ tống ra sân bay, nhưng chỉ có hai vé dành cho Min-jun và ông Oh. Ở sân bay, Min-jun chấp nhận nhường vé của mình cho Pan-su để anh ta về nước trước cùng với ông Oh. Đội binh lính lần trước ập đến bắt Min-jun, anh liền gây sự chú ý với các nhà báo phương Tây đang có mặt ở đó và nói rằng mình đang bị bắt giữ trái phép. Một tháng sau, Min-jun được trả tự do và về Hàn Quốc. Ở sân bay Hàn Quốc, Min-jun gặp lại Pan-su - cũng đang làm tài xế taxi.

## Diễn viên
- Ha Jung-woo vai Lee Min-jun
- Ju Ji-hoon vai Kim Pan-su
- Kim Eung-soo vai Giám đốc NIS
- Park Hyuk-kwon vai Quản lý Park
- Kim Jong-soo vai Choi Kwang-soo
- Lim Hyung-guk vai Oh Jae-seok
- Burn Gorman vai Richard Carter
- Marcin Dorociński vai Hays Shaito
- Fehd Benchemsi vai Karim